# Christian Schmid (Dialektologe)

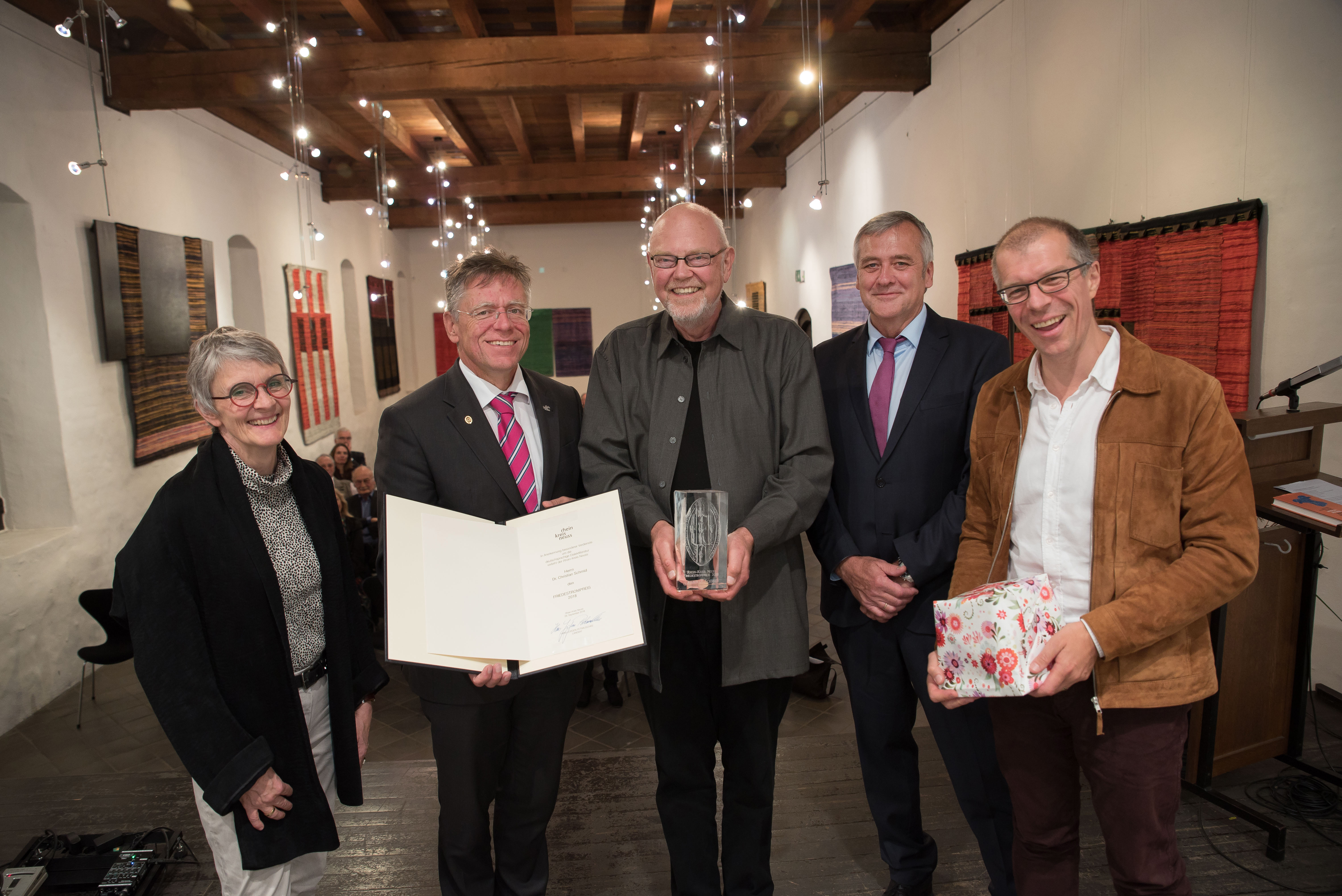
Christian Schmid (Mitte) bei der Verleihung des Friedestrompreises 2018

Christian Schmid (* 26. Mai 1947 in Rocourt), zeitweise auch Christian Schmid-Cadalbert, ist ein Schweizer Dialektologe, Schriftsteller und Rundfunkredaktor.

## Leben
Als Sohn eines Grenzwächters in Rocourt im damaligen Berner Jura (heute Kanton Jura) geboren, kam er mit sieben Jahren zunächst nach Neuallschwil, später in die Stadt Basel, mit dreizehn Jahren nach Ittigen. Ab 1963 liess er sich zum Chemielaboranten ausbilden und arbeitete mehrere Jahre auf diesem Gebiet. Nachdem er daneben im Fernkurs die Maturität erlangt hatte, studierte er an der Universität Basel Germanistik und Anglistik, promovierte 1983 über die mittelhochdeutsche Ortnit-Sage und arbeitete danach an drei Bänden des Sprachatlasses der deutschen Schweiz mit. 
1986 veröffentlichte er eine bearbeitete Neuauflage von Eugen Dieths Buch Schwyzertütschi Dialäktschrift sowie seinen ersten Gedichtband Affenhaus, 1987 gemeinsam mit Barbara Traber die Mundartliteratur-Anthologie Gredt u gschribe; in den folgenden Jahren erschienen weitere, nun auf Berndeutsch verfasste eigene literarische Texte, sowohl gebundene als Prosa, und einige volkskundliche Aufsätze.
Seit 1988 arbeitete er beim Schweizer Radio DRS und begründete dort 1991 die Sendereihe Schnabelweid, die sich wöchentlich mit Mundartthemen beschäftigt, und für die Schmid bis zu seiner Pensionierung im Mai 2012 als Redaktor tätig war. Von den jeweils im ersten Teil der Sendung, dem Schnabelweid-Briefkasten, auf Zuhöreranfragen gegebenen Erklärungen zu Herkunft und Gebrauch von Dialektausdrücken gab er eine Auswahl in drei Büchern heraus.
Christian Schmid war mit der SP-Politikerin Yolanda Cadalbert verheiratet. Seit 2007 ist er mit der Journalistin und Autorin Praxedis Kaspar verehelicht.

## Werke und Schriften
- Der Ortnit AW als Brautwerbungsdichtung. Ein Beitrag zum Verständnis mittelhochdeutscher Schemaliteratur (= Bibliotheca Germanica. Band 28). Francke, Bern 1985, ISBN 3-7720-1613-8 (Überarbeitete Dissertation, Basel, 1982).
- Affenhaus. Gedichte. On-the-Road-Verlag, Basel 1986, ISBN 3-907183-02-9.
- Eugen Dieth: Schwyzertütschi Dialäktschrift. Dieth-Schreibung (= Reihe Lebendige Mundart. 1). 2. Auflage, bearbeitet und herausgegeben von Christian Schmid-Cadalbert. Sauerländer, Aarau u. a. 1986, ISBN 3-7941-2832-X.
- «Öppis säge.» Bärndütschi Gedicht. Zytglogge u. a., Gümligen u. a. 1988, ISBN 3-7296-0292-6.
- Deheimen u frömd. Verlag ED Emmentaler-Druck AG, Langnau 1992, ISBN 3-85654-948-X.
- Nebenaussen. Cosmos, Muri bei Bern 2002, ISBN 3-305-00405-3 (französisch: Aux bornes. Traduit de l’allemand par Edouard Höllmüller. Éditions d’En bas, Lausanne 2005, ISBN 2-8290-0321-7).
- Durchs wilde Wortistan. Unterwegs in der Welt der Wörter. Cosmos, Muri bei Bern 2004, ISBN 3-305-00406-1.
- Botzheiterefaane. Wortgeschichten aus Schnabelweid und Mailbox von DRS 1. Cosmos, Muri bei Bern 2007, ISBN 978-3-305-00408-9.
- stuune. Neue Wortgeschichten. Cosmos, Muri bei Bern 2011, ISBN 978-3-305-00436-2.
- Blas mer i d Schue. 75 Redensarten. Herkunft und Bedeutung. Cosmos, Muri bei Bern 2013, ISBN 978-3-305-00437-9.
- Näbenusse. Roman. Cosmos, Muri bei Bern 2015, ISBN 978-3-305-00438-6.
- Da hast du den Salat. Geschichten zur Sprache und Kultur der Küche. Cosmos, Muri bei Bern 2016, ISBN 978-3-305-00451-5.
- Mir stinkts. 50 Redensarten – Herkunft und Bedeutung. Cosmos, Muri bei Bern 2017, ISBN 978-3-305-00452-2.
- Häbet nech am Huet! E Chiflete. Cosmos, Muri bei Bern 2019, ISBN 978-3-305-00453-9.
- Nur die allergrössten Kälber wählen ihren Metzger selber. Unsere Tiere in der Sprache. Cosmos, Muri bei Bern 2021, ISBN 978-3-305-00500-0.
- Chäferfüdletroche. Redensarten- und Wortgeschichten, Cosmos, Muri bei Bern 2023, ISBN 978-3-305-00502-4

## Auszeichnungen
- Friedestrompreis 2018[1]